# Coopération tripartite des brevets
La Coopération tripartite des brevets, ou plus simplement la Coopération tripartite, regroupe l’Office européen des brevets (OEB), l’Office des brevets du Japon (JPO) et l’Office des brevets et des marques des États-Unis (USPTO). En 1983, ces offices des brevets décidèrent de mettre au point un programme de coopération dans le but d’« accroître l'efficacité du système des brevets dans son ensemble ».

## Histoire
L’OEB, le JPO et l’USPTO traitent la majorité des demandes de brevets dans le monde,. En 1983, ces offices des brevets mirent au point un programme de coopération dans le but d’«accroître l'efficacité du système des brevets dans son ensemble» et d’échanger des informations et des points de vue sur la gestion et l’examen des demandes de brevets, et de tirer mutuellement profit des expériences des deux autres offices.

## Domaines de coopération
Parmi les domaines-clés de coopération, on trouve le développement d’une plate-forme commune sécurisée d’échange électronique de documents comme les documents de priorité, le développement de standards pour la soumission électronique de brevets, le projet d’harmonisation des systèmes de classification des brevets et la promotion de recherches de brevets standardisées au sein des trois offices,.